# Bernard Nathanson
Prof. Bernard Nathanson (31. července 1926 New York – 21. února 2011) byl americký lékař, gynekolog, zpočátku pro-potratový a později naopak protipotratový (pro-life) aktivista. Je autorem řady dokumentárních filmů a publikací o interrupcích a prosazování prointerrupčních úprav amerických zákonů, na čemž se původně významně podílel.
Původně jeden z nejvýznamnější propotratových aktivistů v USA, spoluzakladatel National Association for Repeal of Abortion Law a Abortion Rights Action League, specialista na provádění interrupcí (dle vlastních slov provedl osobně na 75 000 interrupcí, z toho jednu na svém vlastním dítěti) a ředitel newyorské Center for Reproductive and Sexual Health (tehdy největší interrupční klinika na světě). V 70. letech po nástupu ultrazvukových diagnostických zařízení postupně omezil provádění potratů na vážné lékařské indikace a v roce 1979 je přestal vykonávat úplně.
V roce 1984 s jedním kolegou vytvořil dokumentární film Němý výkřik, v němž je pomocí ultrazvuku zobrazeno provedení interrupce na 12 týdenním plodu. Později vytvořil další film Zatmění rozumu, který podrobně zobrazuje interrupci 20 týdenního plodu.
Bernard Nathanson byl etnicky Žid, ale v dospělosti nebyl věřícím židem a označoval se za ateistu. V 90. letech konvertoval k římskému katolicismu.

## Dílo

### Knihy
- Aborting America, 1979
- The Hand of God (Book), 1996

### Filmové dokumenty
- The Silent Scream, 1984 – česky Němý výkřik
- Eclipse of Reason, 1987 – česky Zatmění rozumu